# Polonia ai Giochi della XXVII Olimpiade
La Polonia partecipò ai Giochi della XXVII Olimpiade, svoltisi a Sydney, Australia, dal 15 settembre al 1º ottobre 2000, con una delegazione di 187 atleti impegnati in venti discipline.

## Risultati

### Pallacanestro
- Donne

| Atleta | Classifica |
| --- | ---------- |
| V · D · M Nazionale polacca - Pallacanestro ai Giochi della XXVII Olimpiade - Torneo femminile 4 Cupryś · 5 Szymańska-Lara · 6 Koryzna · 7 Wróbel · 8 Nowak · 9 Mądra · 10 Bukowska · 11 Wlaźlak · 12 M. Dydek · 13 Czepiec · 14 K. Dydek · 15 Wielebnowska · All. Tomasz Herkt | 8°         |
| Nazionale polacca - Pallacanestro ai Giochi della XXVII Olimpiade - Torneo femminile |            |
| 4 Cupryś · 5 Szymańska-Lara · 6 Koryzna · 7 Wróbel · 8 Nowak · 9 Mądra · 10 Bukowska · 11 Wlaźlak · 12 M. Dydek · 13 Czepiec · 14 K. Dydek · 15 Wielebnowska · All. Tomasz Herkt                                                                                                |            |